# Championnat d'Allemagne de football 1997-1998
Navigation
Bundesliga
1996-1997 Bundesliga
1998-1999
La saison 1997-1998 de Bundesliga était la trente-cinquième édition de la première division allemande.
Lors de cette saison, le Bayern Munich a tenté de conserver son titre de champion d'Allemagne face aux dix-sept meilleurs clubs allemands lors d'une série de matchs se déroulant sur toute l'année.
Chacun des dix-huit clubs participant au championnat a été confronté à deux reprises aux dix-sept autres.
Sept places étaient qualificatives pour les compétitions européennes, la huitième étant celle du vainqueur de la DFB-Pokal 1997-1998.
C'est le FC Kaiserslautern qui a été sacré champion d'Allemagne pour la quatrième fois.

## Les 18 clubs participants

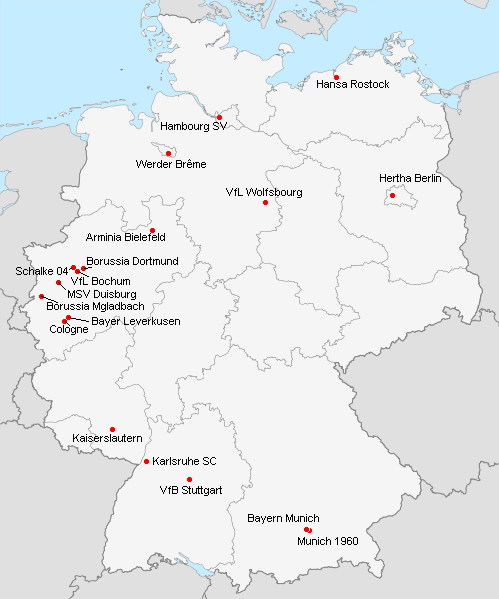
Localisation des clubs engagés dans le championnat.

| Club                     | Stade                    | Capacité | Nbr abonnés | Budget (MF) |
| ------------------------ | ------------------------ | -------- | ----------- | ----------- |
| Arminia Bielefeld        | Bielefelder Alm          | 22 500   | 11 500      | 106         |
| Bayer Leverkusen         | Ulrich-Haberland-Stadion | 22 500   | 14 000      | 148,5       |
| Bayern Munich            | Olympiastadion           | 63 000   | 20 000      | 132         |
| Borussia Dortmund        | Westfalenstadion         | 68 800   | 38 000      | 165         |
| Borussia Mönchengladbach | Bökelbergstadion         | 34 500   | 14 000      | 115,5       |
| FC Cologne               | Müngersdorfer Stadion    | 50 374   | 5 500       | 125         |
| FC Kaiserslautern        | Fritz-Walter-Stadion     | 46 600   | 30 000      | 128         |
| Hambourg SV              | Volksparkstadion         | 57 274   | 10 000      | 82,5        |
| Hansa Rostock            | Ostseestadion            | 29 000   | 2 800       | 99          |
| Hertha Berlin            | Olympiastadion           | 74 228   | 13 000      | 92          |
| Karlsruher SC            | Wildparkstadion          | 32 306   | 13 985      | 137         |
| MSV Duisbourg            | Wedaustadion             | 30 000   | 4 400       | 76          |
| Munich 1860              | Olympiastadion           | 63 000   | 13 700      | 109         |
| Schalke 04               | Parkstadion              | -        | 17 500      | 152         |
| VfB Stuttgart            | Gottlieb-Daimler-Stadion | 58 000   | 13 600      | 158         |
| VfL Bochum               | Ruhrstadion              | 31 328   | 9 900       | 99          |
| VfL Wolfsburg            | VfL-Stadion am Elsterweg | 21 600   | 7 300       | 60          |
| Werder Brême             | Weserstadion             | 42 358   | 18 600      | 115,5       |

## Compétition

### Pré-saison

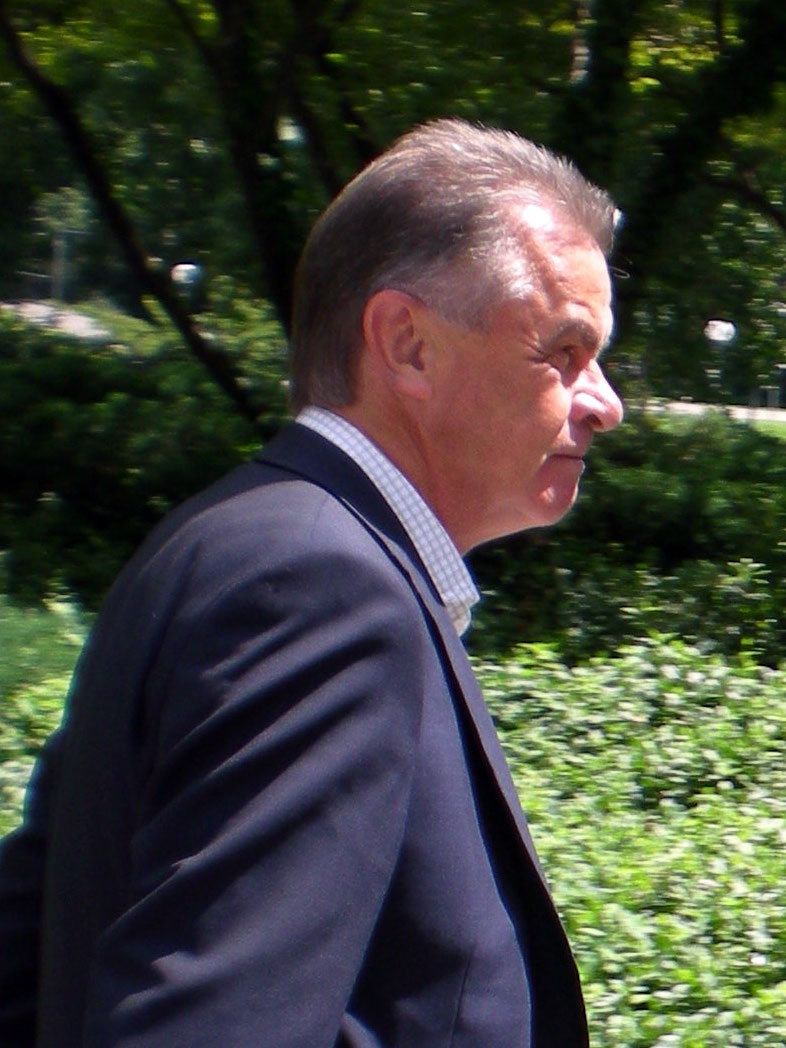
Ottmar Hitzfeld, l'entraineur qui a mené le Borussia Dortmund sur le toit de l'Europe.

À l'orée de la trente-cinquième édition de 1.Bundesliga, le plateau semblait n'avoir jamais été aussi relevé. En effet, lors de la saison précédente le Borussia Dortmund avait atteint le toit de l'Europe en remportant la Ligue des champions face à la Juventus sur le score de trois buts à un, grâce notamment à un doublé de Karl-Heinz Riedle. Mais les Schwarz-Gelben n'ont pas été les seuls Allemands à s'illustrer sur la scène européenne cette saison-là, puisque les joueurs du FC Schalke 04 ont remporté la Coupe UEFA face à l'Inter Milan.
Les titres des deux clubs de la Ruhr ont permis d'établir le record de clubs allemands participant aux compétitions européennes, puisque lors de cette saison, pas moins de douze clubs ont participé aux différentes compétitions (3 en Ligue des champions, 1 en Coupe des coupes, 4 en Coupe UEFA et 4 en Coupe Intertoto).
Lors de cette saison, le Bayern Munich était favori après son titre obtenu de haute lutte la saison précédente face au Bayer Leverkusen et au Borussia Dortmund le tenant du titre. Schalke 04, malgré une 12e place la saison passée était également attendu après son titre européen. Cette saison était aussi celle de la confirmation attendue d'un surprenant promu, le VfL Bochum, qui avait terminé 5e la saison précédente.
Les promus tenaient également à faire bonne figure notamment le FC Kaiserslautern qui avait participé à la Coupe des coupes lors de la saison précédente mais également le Hertha Berlin de retour dans l'élite et les joueurs du VfL Wolfsburg qui ont permis au club d'atteindre pour la première fois la 1.Bundesliga depuis l'établissement du football professionnel en Allemagne.
La saison a été ouverte pour la première fois par la Liga-Pokal qui regroupait les six meilleurs clubs qualifiés pour des compétitions européennes, la finale a été remportée par le Bayern Munich face au VfB Stuttgart à la BayArena de Leverkusen sur le score de deux buts à zéro.

### Moments forts de la saison

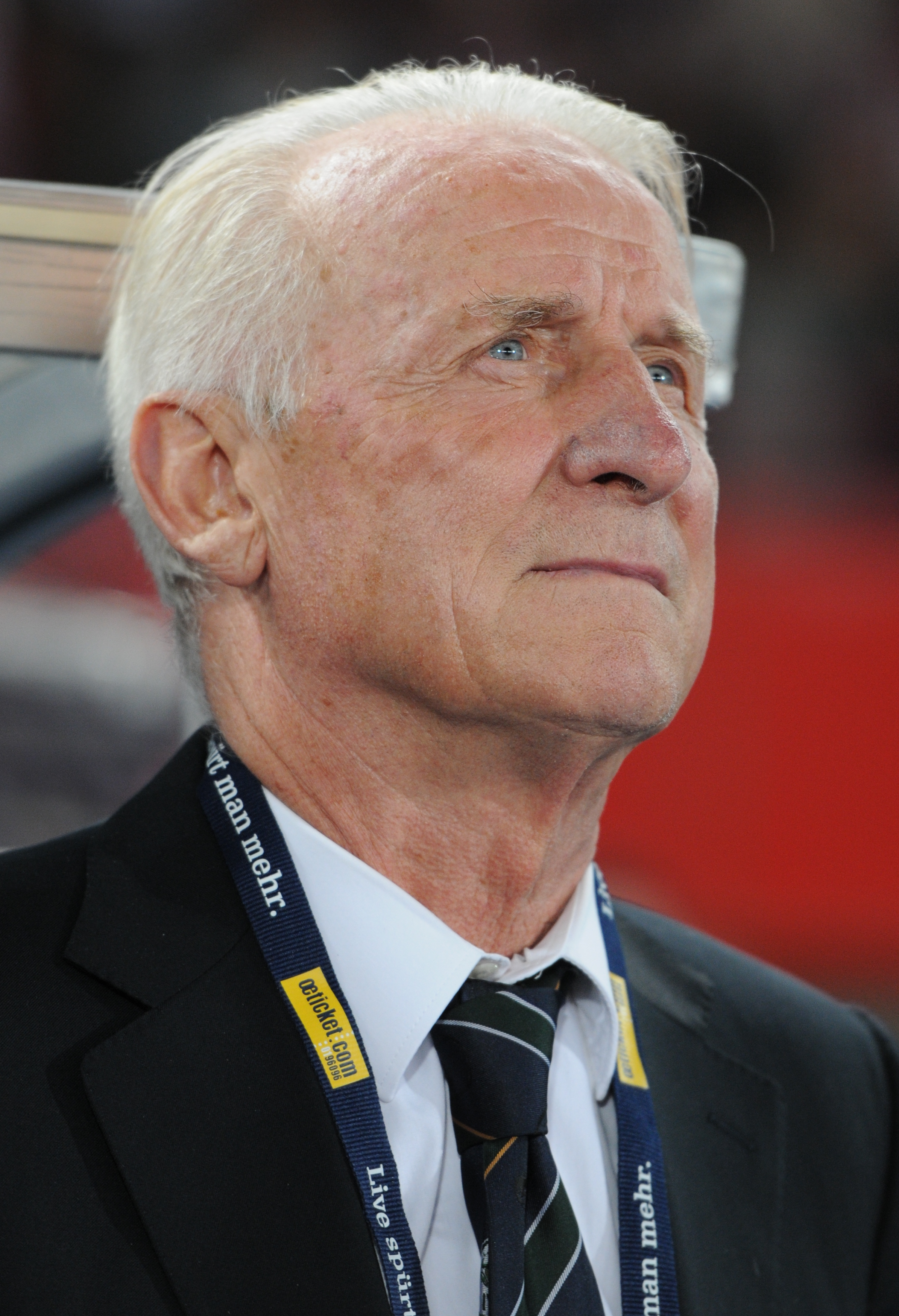
Giovanni Trapattoni, le sulfureux entraineur du Bayern Munich.

Dès la première journée, le FC Kaiserslautern, promu lors de la saison précédente, a créé la sensation en allant s'imposer sur le score de un but à zéro chez le Bayern Munich qui n'était autre que champion en titre.
Au cours de la saison, alors que les résultats moyens s'enchainaient, les dirigeants du Borussia Dortmund ont décidé de changer d'entraîneur, l'Italien Nevio Scala, qui était au chômage après son passage au Parme AC, a pris la place d'Ottmar Hitzfeld qui en huit ans avait pourtant remporté deux titres nationaux et une Ligue des champions.
Le 13 mai, le VfB Stuttgart de Joachim Löw a disputé la finale de la Coupe des coupes au stade Råsunda à Stockholm devant près de trente mille spectateurs, mais les Allemands ont échoué sur le score de un but à zéro face au Chelsea FC de Gianluca Vialli, avec notamment le joueur français qui participera à la Coupe du monde 1998 Frank Lebœuf.
Sur la fin du championnat, le Karlsruher SC s'est fait dépasser par le Borussia Mönchengladbach et a été relégué en 2. Bundesliga. Cette relégation a permis au club d'établir le triste record du maximum de points obtenus lors d'une saison (38 points) d'un club ayant été relégué, depuis l'introduction de la règle de la victoire à trois points.
Cette saison a également été marquée par la célèbre conférence de presse en allemand de l'entraîneur italien du Bayern Munich, Giovanni Trapattoni. Le 10 mars 1998, le « Trap » (surnom de Giovanni Trapattoni) se révolte contre l'attitude de son équipe lors de la défaite contre Schalke 04 survenue deux jours auparavant, en prenant Thomas Strunz comme bouc émissaire, avec les fameuses citations en mauvais allemand : « Flasche leer » (« bouteille vide »), « Was erlaube Strunz » et « Ich habe fertig » (« j'ai terminé »).
Enfin il est à noter un fait plutôt rare qui est qu'un promu a réussi à décrocher le titre dès sa première saison dans l'élite. Le FC Kaiserslautern est le premier club à réaliser cet exploit en 1. Bundesliga.
En outre, les deux autres promus, le VfL Wolfsburg et le Hertha Berlin se sont maintenus et l'ensemble de ces trois clubs restera dans l'élite allemande jusqu'en 2006, année où le FC Kaiserslautern redescendra en 2. Bundesliga.
Enfin le FC Cologne a mis fin à 35 années au plus haut niveau en étant relégué pour la première fois depuis la création de la 1. Bundesliga.

### Qualifications en coupes d'Europe
À l'issue de la saison, le champion s'est qualifié pour la phase de groupes de la Ligue des champions 1998-1999, le club arrivé second s'est quant à lui qualifié pour le deuxième tour de qualification de cette même Ligue des champions.
Le vainqueur de la DFB-Pokal ayant fini dans les deux premiers du championnat, la place pour le premier tour de la Coupe des coupes 1998-1999 est revenue au finaliste.
Les trois places en Coupe UEFA 1998-1999 sont quant à elles revenues au troisième, au quatrième et au cinquième du championnat. Ces places étaient qualificatives pour le premier tour de la compétition.
Enfin, les sixième et septième du championnat ont pris les deux places en Coupe Intertoto 1998.

### Classement
Le classement est établi sur le barème de points classique (victoire à 3 points, match nul à 1, défaite à 0).
Pour départager les équipes à égalité de points, on tient d'abord compte de la différence de buts générale, puis du nombre de buts marqués, puis des confrontations directes et enfin si la qualification ou la relégation est en jeu, les deux équipes jouent une rencontre d'appui sur terrain neutre.
| Rang | Équipe                   | Pts | J  | G  | N  | P  | Bp | Bc | Diff |
| ---- | ------------------------ | --- | -- | -- | -- | -- | -- | -- | ---- |
| 1    | FC Kaiserslautern P      | 68  | 34 | 19 | 11 | 4  | 63 | 39 | +24  |
| 2    | Bayern Munich T C        | 66  | 34 | 19 | 9  | 6  | 69 | 37 | +32  |
| 3    | Bayer Leverkusen         | 55  | 34 | 14 | 13 | 7  | 66 | 39 | +27  |
| 4    | VfB Stuttgart            | 52  | 34 | 14 | 10 | 10 | 55 | 49 | +6   |
| 5    | Schalke 04               | 52  | 34 | 13 | 13 | 8  | 38 | 32 | +6   |
| 6    | Hansa Rostock            | 51  | 34 | 14 | 9  | 11 | 54 | 46 | +8   |
| 7    | Werder Brême             | 50  | 34 | 14 | 8  | 12 | 43 | 47 | -4   |
| 8    | MSV Duisbourg            | 44  | 34 | 11 | 11 | 12 | 43 | 44 | -1   |
| 9    | Hambourg SV              | 44  | 34 | 11 | 11 | 12 | 38 | 46 | -8   |
| 10   | Borussia Dortmund        | 43  | 34 | 11 | 10 | 13 | 57 | 55 | +2   |
| 11   | Hertha Berlin P          | 43  | 34 | 12 | 7  | 15 | 41 | 53 | -12  |
| 12   | VfL Bochum               | 41  | 34 | 11 | 8  | 15 | 41 | 49 | -8   |
| 13   | Munich 1860              | 41  | 34 | 11 | 8  | 15 | 43 | 54 | -11  |
| 14   | VfL Wolfsburg P          | 39  | 34 | 11 | 6  | 17 | 38 | 54 | -16  |
| 15   | Borussia Mönchengladbach | 38  | 34 | 9  | 11 | 14 | 54 | 59 | -5   |
| 16   | Karlsruher SC            | 38  | 34 | 9  | 11 | 14 | 48 | 60 | -12  |
| 17   | FC Cologne               | 36  | 34 | 10 | 6  | 18 | 49 | 64 | -15  |
| 18   | Arminia Bielefeld        | 32  | 34 | 8  | 8  | 18 | 43 | 56 | -13  |

| Légende : Qualifications et relégations | Légende : Qualifications et relégations                                            |
| --------------------------------------- | ---------------------------------------------------------------------------------- |
|                                         | Ligue des Champions 1998-1999 (Phase de groupes)                                   |
|                                         | Ligue des Champions 1998-1999 (2e tour de qualification)                           |
|                                         | Coupe des coupes 1998-1999 (1er tour)                                              |
|                                         | Coupe UEFA 1998-1999 (1er tour)                                                    |
|                                         | Coupe Intertoto 1998 (3e tour)                                                     |
|                                         | Coupe Intertoto 1998 (2e tour)                                                     |
|                                         | Relégation en 2. Bundesliga                                                        |
|                                         | T : Tenant du titre 1996-1997 P : Promu en 1996-1997 C : Vainqueur de la DFB-Pokal |

### Matchs
| Résultats (▼dom., ►ext.)                                   | Bie | Lev | BMu | Dor | Mön | Col | Kai | Ham | Ros | Ber | Kar | Dui | M60 | Sch | Stu | Boc | Wol | Brê |
| Arminia Bielefeld                                          |     | 2-1 | 4-4 | 3-1 | 3-1 | 2-1 | 2-2 | 0-3 | 0-1 | 1-3 | 2-1 | 3-3 | 1-1 | 1-1 | 2-1 | 0-2 | 0-1 | 3-0 |
| Bayer Leverkusen                                           | 0-0 |     | 4-2 | 2-2 | 1-1 | 4-0 | 1-1 | 5-0 | 1-1 | 0-1 | 6-1 | 2-1 | 2-2 | 0-0 | 6-1 | 3-2 | 2-1 | 4-1 |
| Bayern Munich                                              | 1-0 | 2-1 |     | 4-0 | 3-2 | 0-2 | 0-1 | 3-0 | 2-0 | 3-0 | 1-1 | 3-0 | 3-1 | 1-1 | 3-3 | 0-0 | 5-2 | 2-0 |
| Borussia Dortmund                                          | 3-2 | 0-1 | 0-2 |     | 1-2 | 3-0 | 2-2 | 0-1 | 3-2 | 3-0 | 2-2 | 3-0 | 2-3 | 2-2 | 3-1 | 5-2 | 2-1 | 2-2 |
| Borussia Mönchengladbach                                   | 0-0 | 2-2 | 1-1 | 1-1 |     | 4-1 | 1-3 | 1-1 | 5-2 | 4-2 | 1-1 | 0-3 | 5-1 | 0-1 | 0-0 | 2-1 | 0-2 | 0-0 |
| FC Cologne                                                 | 3-5 | 2-2 | 1-3 | 4-2 | 3-2 |     | 0-0 | 1-2 | 0-0 | 2-0 | 0-1 | 3-2 | 2-3 | 0-2 | 4-2 | 2-1 | 5-3 | 2-0 |
| FC Kaiserslautern                                          | 3-1 | 0-3 | 2-0 | 1-1 | 3-2 | 3-2 |     | 2-1 | 4-3 | 1-0 | 0-0 | 1-0 | 1-0 | 3-0 | 4-3 | 3-0 | 4-0 | 1-3 |
| Hambourg SV                                                | 2-0 | 0-1 | 0-2 | 1-3 | 2-2 | 2-1 | 1-1 |     | 0-1 | 1-1 | 3-1 | 1-0 | 1-2 | 1-1 | 0-0 | 2-1 | 1-2 | 2-1 |
| Hansa Rostock                                              | 2-1 | 1-2 | 1-3 | 3-1 | 2-0 | 1-2 | 2-2 | 2-1 |     | 4-0 | 4-2 | 2-1 | 3-0 | 4-1 | 1-1 | 2-2 | 0-1 | 1-2 |
| Hertha Berlin                                              | 1-1 | 2-2 | 2-1 | 1-1 | 2-2 | 1-0 | 2-0 | 0-2 | 1-1 |     | 3-1 | 1-3 | 2-0 | 1-4 | 3-0 | 2-2 | 1-0 | 0-2 |
| Karlsruher SC                                              | 3-1 | 1-1 | 1-1 | 0-1 | 2-5 | 3-1 | 2-4 | 0-1 | 3-0 | 0-2 |     | 1-2 | 0-0 | 0-0 | 4-2 | 1-1 | 2-1 | 3-1 |
| MSV Duisbourg                                              | 2-1 | 1-1 | 0-0 | 0-0 | 4-5 | 2-2 | 1-1 | 3-0 | 0-1 | 0-1 | 1-0 |     | 0-2 | 1-0 | 0-3 | 2-0 | 2-2 | 2-1 |
| Munich 1860                                                | 1-0 | 3-4 | 2-2 | 4-2 | 2-0 | 1-0 | 1-3 | 1-1 | 0-1 | 3-1 | 2-2 | 0-1 |     | 1-0 | 1-3 | 0-2 | 2-1 | 0-1 |
| Schalke 04                                                 | 2-1 | 2-1 | 1-0 | 1-0 | 2-0 | 1-0 | 1-1 | 2-2 | 0-0 | 1-0 | 2-0 | 1-1 | 2-0 |     | 3-4 | 2-0 | 1-1 | 0-1 |
| VfB Stuttgart                                              | 1-0 | 1-0 | 0-3 | 0-0 | 3-0 | 1-1 | 0-1 | 5-2 | 2-1 | 4-1 | 3-0 | 1-1 | 1-1 | 0-0 |     | 2-0 | 2-1 | 1-0 |
| VfL Bochum                                                 | 1-0 | 0-0 | 2-3 | 2-1 | 3-1 | 2-1 | 1-3 | 0-0 | 1-3 | 2-1 | 3-3 | 0-0 | 1-0 | 3-0 | 0-2 |     | 2-1 | 0-1 |
| VfL Wolfsburg                                              | 2-0 | 1-0 | 2-3 | 1-4 | 0-2 | 1-1 | 2-1 | 1-1 | 1-1 | 2-1 | 1-2 | 0-2 | 1-0 | 0-0 | 1-0 | 0-2 |     | 1-0 |
| Werder Brême                                               | 2-1 | 2-1 | 0-3 | 2-1 | 1-0 | 3-0 | 1-1 | 0-0 | 1-1 | 0-2 | 2-4 | 2-2 | 3-3 | 2-1 | 2-2 | 1-0 | 3-1 |     |
| - Victoire à domicile - Match nul - Victoire à l'extérieur |     |     |     |     |     |     |     |     |     |     |     |     |     |     |     |     |     |     |

## Bilan de la saison
| Tableau d'Honneur |                   |
| Compétition       | Vainqueur         |
| 1. Bundesliga     | FC Kaiserslautern |
| DFB-Pokal         | Bayern Munich     |
| Liga Pokal        | Bayern Munich     |

| Qualifications européennes 1998-1999 |                                           |
| Ligue des champions                  | Qualifiés                                 |
| Phase de groupes                     | FC Kaiserslautern                         |
| 2e tour de qualification             | Bayern Munich                             |
| Coupe des coupes                     | Qualifiés                                 |
| 1er tour                             | MSV Duisbourg                             |
| Coupe UEFA                           | Qualifiés                                 |
| 1er tour                             | Bayer Leverkusen VfB Stuttgart Schalke 04 |
| Coupe Intertoto                      | Qualifiés                                 |
| 3e tour                              | Hansa Rostock                             |
| 2e tour                              | Werder Brême                              |

| Promotions et relégations |                                              |
| Relégués en 2. Bundesliga | Arminia Bielefeld FC Cologne Karlsruher SC   |
| Promus de 2. Bundesliga   | Eintracht Francfort FC Nuremberg SC Fribourg |

## Statistiques

### Meilleurs buteurs
|   | Buteur             | Club                     | Nb de Buts |
| - | ------------------ | ------------------------ | ---------- |
| 1 | Ulf Kirsten        | Bayer Leverkusen         | 22         |
| 2 | Olaf Marschall     | FC Kaiserslautern        | 21         |
| 3 | Stéphane Chapuisat | Borussia Dortmund        | 14         |
| 3 | Michael Preetz     | Hertha Berlin            | 14         |
| 5 | Fredi Bobic        | VfB Stuttgart            | 13         |
| 5 | Carsten Jancker    | Bayern Munich            | 13         |
| 5 | Jörgen Pettersson  | Borussia Mönchengladbach | 13         |
| 5 | Toni Polster       | FC Cologne               | 13         |
| 5 | Roy Präger         | VfL Wolfsburg            | 13         |
| 5 | Bernhard Winkler   | Munich 1860              | 13         |

### Affluences
| Club                     | Affluence moyenne  |
| ------------------------ | ------------------ |
| Arminia Bielefeld        | 21 228 spectateurs |
| Bayer Leverkusen         | 22 253 spectateurs |
| Bayern Munich            | 54 412 spectateurs |
| Borussia Dortmund        | 54 265 spectateurs |
| Borussia Mönchengladbach | 27 476 spectateurs |
| FC Cologne               | 29 529 spectateurs |
| FC Kaiserslautern        | 38 059 spectateurs |
| Hambourg SV              | 32 786 spectateurs |
| Hansa Rostock            | 18 765 spectateurs |
| Hertha Berlin            | 52 685 spectateurs |
| Karlsruher SC            | 26 885 spectateurs |
| MSV Duisbourg            | 16 635 spectateurs |
| Munich 1860              | 31 541 spectateurs |
| Schalke 04               | 48 848 spectateurs |
| VfB Stuttgart            | 39 706 spectateurs |
| VfL Bochum               | 26 280 spectateurs |
| VfL Wolfsburg            | 17 060 spectateurs |
| Werder Brême             | 30 788 spectateurs |
| Total                    | 32 733 spectateurs |